# Canthidium laetum
Canthidium laetum är en skalbaggsart som beskrevs av Edgar von Harold 1867. Canthidium laetum ingår i släktet Canthidium och familjen bladhorningar. Inga underarter finns listade.